# Rod Janois
Rod Janois, né Rodrigue Janois au Mans, est un auteur-compositeur-interprète français,.

## Biographie
Rod Janois fait une partie de ses études au collège Joachim-du-Bellay à Authon-du-Perche puis au lycée Rémy-Belleau de Nogent-le-Rotrou.
Après des études de droit, Rod Janois est découvert en 1996 par Jean-Pierre Pasqualini et Jeff Barnel qui lui proposent d'intégrer le mixband That's French. Avec Vincent Niclo et Joanna Boumendil, il enregistre le Discollector qui sort sur le label AVREP de Pierre-Alain Simon chez BMG.
Il publie au début des années 2000 un premier album, toujours chez BMG, puis compose pour d'autres artistes tels que Florent Pagny, Nolwenn Leroy ou encore Roch Voisine au sein de Warner.
En février 2002, il est contacté par Alexandre Dencausse, programmateur musical de l'émission Le Fou du Roi, diffusée sur l'antenne de France Inter pour y participer. Il accepte l'invitation et y interprète l'une de ses propres compositions, suivie d'un titre de Tracy Chapman : Talkin' 'Bout a Revolution, accompagné au piano par Richard Lornac, le pianiste attitré de l'émission.
En 2005, il compose avec William Rousseau deux titres qu'il propose au producteur Dove Attia : Contre ceux d'en-haut et Tant qu'on rêve encore, qui apparaîtront dans la comédie musicale Le Roi Soleil.
Par la suite, Rod Janois et William Rousseau forment la Bande des cinq avec Dove Attia, Olivier Schultheis et Jean-Pierre Pilot. Rod Janois cocompose 11 titres de Mozart, l'opéra rock (dont Tatoue-moi et L'assasymphonie), spectacle dont il avait assuré les enregistrements vocaux. Il compose également une chanson L'amour et son contraire pour le spectacle Dracula, l'amour plus fort que la mort.
Durant l'été 2011, Rod Janois sort un single Repeat after me avec la complicité d’Antoine Essertier. Il se produit à l’Olympia en première partie de Louis Bertignac, de Mozart, l'opéra rock à Toulon ainsi qu'à l’occasion de la dernière à Bercy, le 10 juillet 2011.
En 2011, il se fait connaître du grand public en interprétant Ça ira mon amour, premier extrait de 1789 : Les Amants de la Bastille, spectacle produit par Dove Attia et Albert Cohen qui débute au Palais des sports de Paris le 29 septembre 2012 et dans lequel il incarne Camille Desmoulins, la plume de la Révolution française. Rod Janois compose là encore les musiques de ce spectacle (excepté Sur ma peau, Les mots que l'on ne dit pas, La nuit m'appelle et A quoi tu danses).
En 2012, il écrit, avec William Rousseau, le titre Les jours comme ça sur l'album Sans attendre de Céline Dion.
En 2014, il compose avec Dove Attia la bande originale de la série Dreams : 1 rêve, 2 vies sur NRJ 12 : Je veux tout et Dernière histoire.
En 2015, il compose avec Dove Attia, Zaho, Silvio Lisbonne et Skread la majeure partie des titres du spectacle La Légende du roi Arthur.
En 2018, il compose et interprète le titre Merci infiniment pour soutenir la Fondation Abbé Pierre.
En 2019, il compose et interprète les titres Holywood puis Forever.
En 2020, il compose le single J'ai encore rêvé de toi pour Ogee.
Le 12 novembre 2021, sort une version spéciale pour célébrer les 10 ans de la chanson "Ca ira mon amour" .
Cette version est réinterprétée dans un style plus acoustique symphonique.
L'album Amour Platinium est sorti le 10 décembre 2021 et contient 11 titres.
En 2022, il compose le nouveau single Elle danse encore qui marque le grand retour de Shy'm.
En 2023, il participe également à la composition de la comédie musicale Molière l'Opéra Urbain aux côtés de Dove Attia.
En 2023, il compose avec Dove Attia les titres des comédies musicales LUPIN et JoJo's Bizarre Adventure: Phantom blood basée sur le manga du même nom qui fera salle comble au Japon pendant plusieurs mois.
En 2024, il compose le nouveau single de Philippine Lavrey Libre à deux.
En 2024, il compose avec Dove Attia la nouvelle chanson thème du jeu vidéo Love and Deepspace Visions opposées. Ce titre est interprété par Mikelangelo Loconte.
En 2024, il compose avec Dove Attia tous les titres de la comédie musicale The legend of 1900.
Un spectacle musical adapté du célèbre roman d'Alessandro Baricco, Novecento.
Ce spectacle se joue à Shanghai du 26 novembre au 15 décembre 2024 au Shanghai Grand Theatre .
En 2025, il compose avec Olivier Schulteis et Jean-Pierre Pilot le titre Confession pour Mylène Farmer. Celle-ci l'interprète en exclusivité au Festival de Cannes, en hommage à son ami David Lynch. En parallèle, il devient le directeur musical du spectacle "le rêve du gladiateur" créé par Arthur Cadre. Il compose, avec Thomas Romieu, l'intégralité des musiques du spectacle joué aux arènes de Nîmes du 8 au 15 août 2025.

## Discographie

### Singles
- 2002 : Tombe le masque[13]
- 2011 : Repeat after me
- 2012 : Ça ira mon amour
- 2018 : Merci infiniment
- 2019 : Holywood
- 2019 : Forever
- 2021 : Ca ira mon amour version spéciale 10 ans
- 2022 : Qui de nous ?

### Albums
- 2021 : Amour Platinium

### Collaborations
- 2002 : Cosa ne sai - Mario Barravecchia
- 2005 : Mystère - Nolwenn Leroy
- 2005 : Tant qu'on rêve encore, Contre ceux d'en-haut pour la comédie musicale Le Roi Soleil
- 2005 : Ne plus aimer - Roch Voisine
- 2006 : Je suis, Envers et contre moi - Florent Pagny
- 2006 : Rien ni personne, Plus que jamais - Emmanuel Moire
- 2009 : Tatoue-moi, L'Assasymphonie et les autres titres de la comédie musicale Mozart, l'opéra rock
- 2009 : Berlin - Christophe Willem
- 2011 : L'amour et son contraire - Dracula, l'amour plus fort que la mort
- 2012 : Ça ira mon amour et toutes les chansons de la comédie musicale 1789 : Les Amants de la Bastille
- 2012 : Les jours comme ça - Céline Dion[14]
- 2015-2016 : La Légende du roi Arthur de Dove Attia
- 2017 : La fille du week-end, Plus loin et Juste toi et moi - Lennikim
- 2017 : Puisque - Shy'm
- 2018 : Clockwork et Killers - Kristina Bazan
- 2021 : J'ai encore rêvé de toi, Valse de printemps, Une dernière fois, Toxique, Amour d'été, - Ogee
- 2022 : Elle danse encore - Shy'm
- 2022-2023 : Je m'appelle Jean-Baptiste, Tu finiras par tomber, L'illustre théâtre - pour la comédie musicale Molière l'opéra urbain
- 2024 : Libre à deux- Philippine Lavrey
- 2024 : Visions Opposées- Mikelangelo Loconte chanson thème du jeu vidéo Love and Deepspace
- 2025 : Confession- Mylène Farmer

### Participations
- 2014 : Le Chemin de Pierre[15] au profit de la Fondation Abbé-Pierre pour le logement des défavorisés

## Distinctions

### Récompenses
- 2010 : NRJ Music Awards 3 récompenses pour la comédie musicale Mozart, l'opéra rock : Chanson francophone de l'année pour L'Assasymphonie, Troupe de l'année, Révélation francophone de l'année pour Florent Mothe
- 2011 : Globe de cristal Meilleure comédie musicale : Dracula, l'amour plus fort que la mort
- 2013 : Globe de cristal Meilleure comédie musicale pour 1789 : Les Amants de la Bastille
- 2024 : Les Trophées des Comédies Musicales 7 Récompenses pour Molière, le spectacle musical : Trophée de la Comédie Musicale, Trophée Du Public, Trophée De La Partition Musicale, Trophée Des Costumes | Trophées Des Chorégraphies | Révélation Masculine pour PETiTOM et Révélation Féminine pour Shaina Pronzola

### Nominations
- 2013 : NRJ Music Awards, Groupe / Duo et Troupe de l'année pour la comédie musicale 1789 : Les Amants de la Bastille
- 2014 : NRJ Music Awards, Groupe / Duo et Troupe de l'année pour la comédie musicale 1789 : Les Amants de la Bastille
- 2024 : Les Molières, Spectacle musical pour Molière, le spectacle musical

### Certifications
- 2005 : Disque d'Or pour l'album Sauf si l'amour - Roch Voisine
- 2006 : Disque de Diamant pour l'album Le Roi Soleil
- 2006 : Double Disque de Platine pour l'album Histoires Naturelles - Nolwenn Leroy
- 2006 : Disque de Platine pour l'album Abracadabra - Florent Pagny
- 2008 : Disque de Platine pour l'album Là où je pars - Emmanuel Moire
- 2009 : Double Disque de Platine pour l'album Le Miroir - Chimène Badi
- 2010 : Double Disque de Platine pour l'album Caféine - Christophe Willem
- 2011 : Disque de Diamant pour l'album Mozart, l'opéra rock
- 2012 : Disque de Diamant pour l'album Sans attendre -Céline Dion
- 2013 : Disque de Platine pour l'album 1789, Les amants de La Bastille
- 2015 : Disque d'Or et DVD de Platine pour l'album La Légende du roi Arthur